# Campionato Europeo Velocità
Il Campionato Europeo Velocità è una competizione motociclistica che si corre in ambito europeo.

## Storia

### Dagli anni venti al 1948
Il primo campionato organizzato con denominazione di Europeo si svolse nel 1924 (il campionato d'Europa FICM), all'epoca si trattava del massimo livello di competizione per motociclette, in quanto ancora non esisteva una competizione mondiale. Nel 1949 venne organizzata la prima edizione del motomondiale, pertanto l'ultimo campionato organizzato con validità europea fu quello del 1948. 

### La ripresa dal 1981

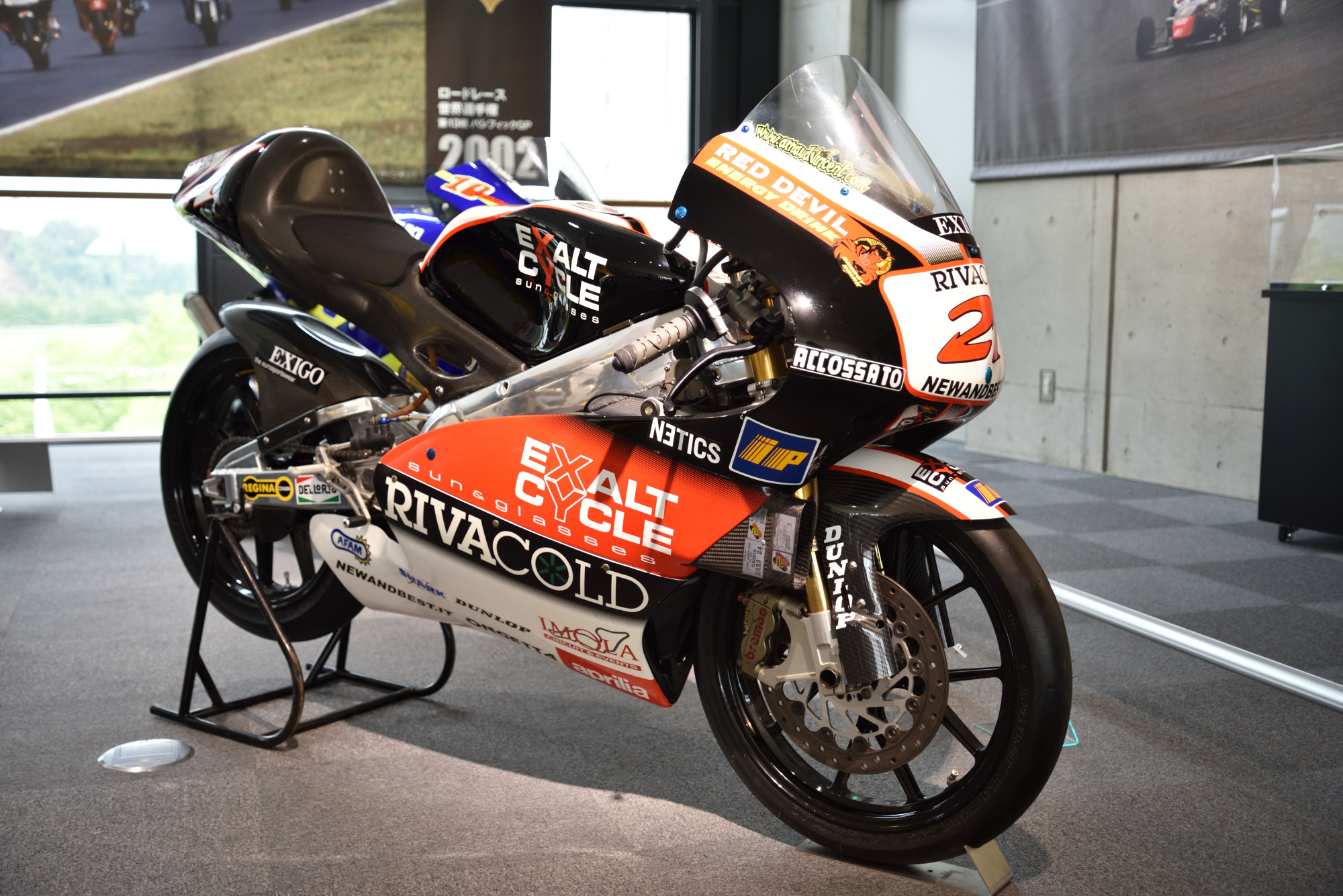
Un esemplare di Aprilia RS 125 R motocicletta vincitrice di undici titoli Europei tra il 1989 e il 2011.

Nel 1981 il campionato Europeo velocità rientra nuovamente nel novero delle competizioni motociclistiche, organizzato con delle gare specifiche per questo campionato ma con le stesse classi che si avevano nel motomondiale: la classe 50, 125, 250, 500 e sidecar (solamente la classe 350 non era presente nell'europeo). Seguendo sempre la traccia del motomondiale, nel 1983 venne soppressa la classe 50 e venne sostituita dalla classe 80. Il campionato mantenne lo stesso formato fino al 1989, mentre nel 1990 vennero eliminate la classe 80 (soppressa anche nel motomondiale) e la classe 500. 

### 1990: l'ingresso delle derivate di serie

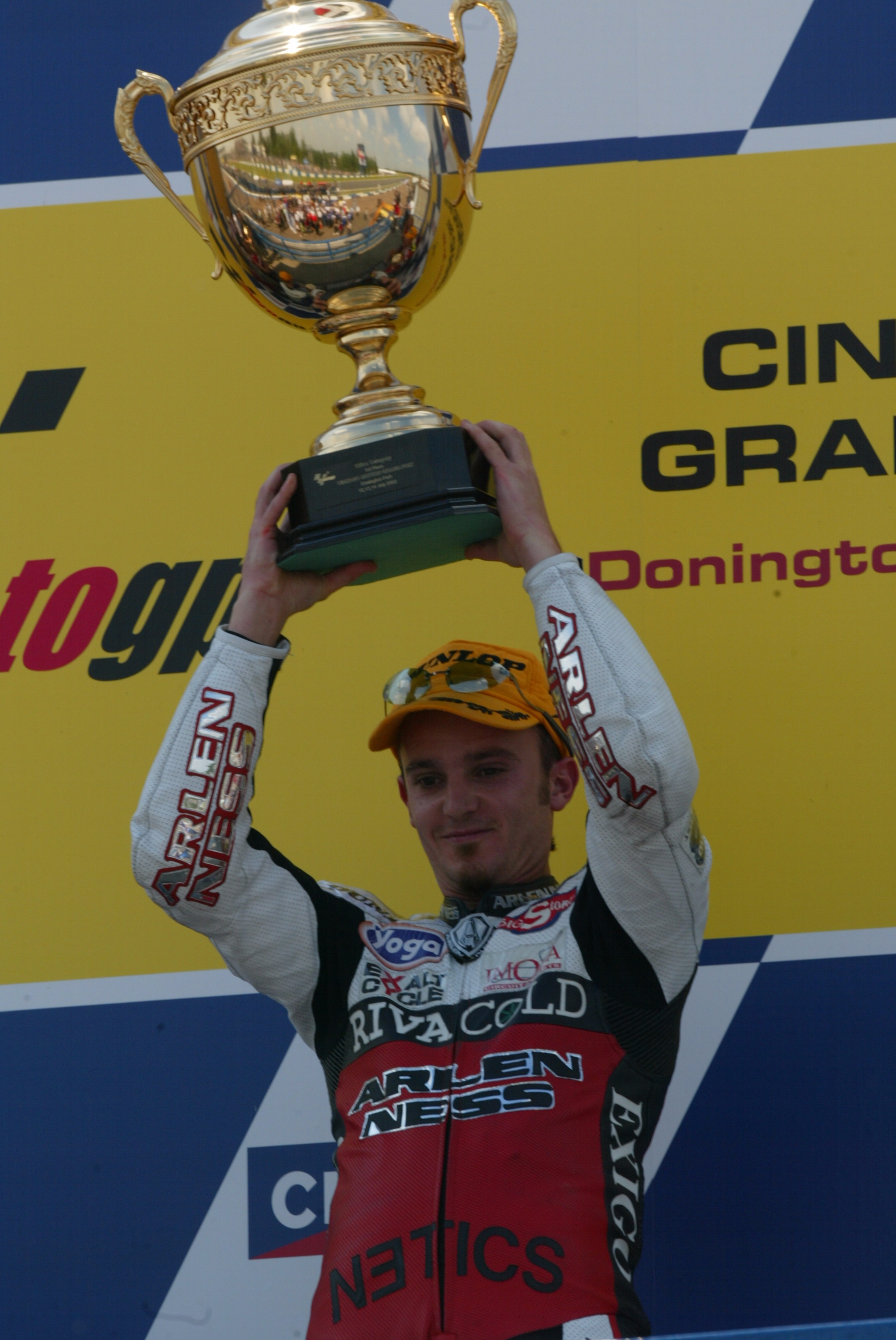
Il francese Arnaud Vincent, nella Classe 125, è stato campione di Francia, campione Europeo (nel 1997) e campione del mondo (nel 2002).

Sempre nel 1990 vi fu l'ingresso di due categorie di motociclette derivate dalla produzione di serie: la Superbike e la Supersport. Nel 1992 l'europeo Superbike venne integrato nel contesto del mondiale Superbike (con i piloti che prendevano punti solo nella prove europee, con una graduatoria differenziata), per poi tornare nuovamente un campionato indipendente già nell'edizione del 1994. Nel 1995 venne eliminata la classe sidecar, mentre nel 1998 le classi scesero a tre, con la soppressione della Superbike. Nel 1999 le categorie tornarono ad essere quattro, con la creazione della Stocksport 1000, il campionato europeo di questa categoria venne gestito dagli stessi organizzatori del mondiale Superbike e Supersport, con le gare che si svolgevano in concomitanza con alcune gare europee dei due mondiali per derivate dalla serie.
Nel 2004 tornano i sidecar nel campionato europeo ma già nel 2006 vengono rimossi, mentre nel 2005 la Stocksport 1000 viene elevata al rango di competizione mondiale, a sopperire la perdita di tale categoria, vi fu la creazione del campionato europeo Superstock 600, anch'esso inserito nel contesto dell'organizzazione del mondiale Superbike. Nel 2007 venne istituito un campionato europeo riservato alle donne, tale categoria ebbe però una durata breve (sole tre edizioni), infatti nel 2010 venne cancellato. La stagione 2008 vede la cancellazione della classe 250 (dopo 27 edizioni) ed anche il ritorno della Stocksport 1000.

### 2008-2013: il titolo in gara unica

Il layout del Circuito di Albacete sede del campionato Europeo in gara unica dal 2008 al 2013.

Sempre a partire dal 2008 e fino al 2013 il titolo europeo si assegnò in gara unica, svoltasi sul circuito di Albacete, ad eccezione dell'europeo Superstock 600, che continuò a svolgersi su più gare e sempre in abbinamento alle gare europee dei campionati mondiali per derivate dalla serie. Andando sempre di pari passo con il motomondiale, nel 2012 viene introdotta la classe Moto3, sebbene in questo primo anno ancora in coabitazione con la classe 125. La classe 125 viene definitivamente abolita nel 2013, era rimasta l'ultima classe presente fin dalla prima edizione del 1981. 

### 2015-2021: la concomitanza col campionato Spagnolo
Nel 2014 la sola classe con validità di campionato europeo resta la Superstock 600cc, mentre nel 2015 viene introdotta una nuova classe (presente solo nel campionato europeo velocità), la Superstock 250. Sempre nel 2015, le classi Moto2 e Superbike del campionato spagnolo velocità vengono elevate al rango di competizione europea, pertanto i piloti vincitori del campionato spagnolo (limitatamente alle classi Moto2 e Superbike) vengono automaticamente insigniti del titolo di campione europeo (sebbene le prove si svolgano solo in territorio iberico).

### 2022: serie indipendente con Moto2 e Stock
A partire dal 2022 il campionato Europeo, pur mantenendo un calendario di gare disputatesi totalmente in territorio Iberico, si distacca dal campionato nazionale spagnolo. In questa circostanza la Stock diviene a tutti gli effetti una categoria a parte con differenti gare disputate.

## Albo d'Oro
Fonti:

### Velocità su circuito

#### 1981-1989
| Anno | 50cc                           | 125cc                      | 250cc                            | 500cc                      |
| ---- | ------------------------------ | -------------------------- | -------------------------------- | -------------------------- |
| 1981 | Giuseppe Ascareggi - Minarelli | Pierluigi Aldrovandi - MBA | Herbert Hauf - Yamaha            | Leandro Becheroni - Suzuki |
| 1982 | Zdravko Matulja - Tomos        | Stefano Caracchi - MBA     | Reinhold Roth - FKN-Yamaha       | Fabio Biliotti - Suzuki    |
| Anno | 80cc                           | 125cc                      | 250cc                            | 500cc                      |
| 1983 | Hubert Abold - Zündapp         | Willy Hupperich - MBA      | Carlos Cardús - Kobas-Rotax      | Peter Sköld - Suzuki       |
| 1984 | Richard Bay - Rupp             | Norbert Peschke - MBA      | Gary Noel - Exactweld            | Eero Hyvärinen - Suzuki    |
| 1985 | Günter Schirnhofer - Rupp      | Pierfrancesco Chili - MBA  | Massimo Matteoni - Honda         | Marco Gentile - Yamaha     |
| 1986 | Bruno Casanova - Unimoto       | Claudio Macciotta - MBA    | Hans Lindner - Rotax             | Massimo Messere - Honda    |
| 1987 | Julián Miralles - Derbi        | Adi Stadler - MBA          | Javier Cardelús - JJ Cobas-Rotax | Manfred Fischer - Honda    |
| 1988 | Bogdan Nikolov - Krauser       | Emilio Cuppini - Garelli   | Fausto Ricci - Yamaha e Aprilia  | Alberto Rota - Honda       |
| 1989 | Jaime Mariano - Casal          | Gabriele Debbia - Aprilia  | Andrea Borgonovo - Aprilia       | Peter Lindén - Honda       |

#### 1990-2004
| Anno | 125cc                         | 250cc                          | Supersport                    | Superbike                  |
| ---- | ----------------------------- | ------------------------------ | ----------------------------- | -------------------------- |
| 1990 | Javier Debón - JJ Cobas-Rotax | Leon van der Heijden - Aprilia | Howard-John Selby - Yamaha    | Richard Arnaiz - Honda     |
| 1991 | Oliver Koch - Honda           | Max Biaggi - Aprilia           | Luis d'Antín - Honda          | Davide Tardozzi - Ducati   |
| 1992 | Juan Bautista Borja - Honda   | Luis Carlos Maurel - Aprilia   | Stefan Scheschowitsch - Honda | Daniel Amatriaín - Ducati  |
| 1993 | Stefano Perugini - Aprilia    | Giuseppe Fiorillo - Aprilia    | Michaël Paquay - Honda        | Terry Rymer - Yamaha       |
| 1994 | Ivan Cremonini - Honda        | Régis Laconi - Honda           | Yves Briguet - Honda          | Anders Rasmussen - Yamaha  |
| 1995 | Lucio Cecchinello - Honda     | Luca Boscoscuro - Aprilia      | Michaël Paquay - Ducati       | Mario Innamorati - Ducati  |
| 1996 | Jorge Martínez - Aprilia      | Sebastián Porto - Aprilia      | Fabrizio Pirovano - Ducati    | Idalio Gavira - Honda      |
| 1997 | Arnaud Vincent - Aprilia      | Davide Bulega - Aprilia        | Angelo Conti - Ducati         | Udo Mark - Suzuki          |
| 1998 | Max Sabbatani - Honda         | Alex Hofmann - Honda           | Jan Hanson - Honda            | -                          |
| Anno | 125cc                         | 250cc                          | Supersport                    | Superstock 1000cc          |
| 1999 | Klaus Nöhles - Honda          | Ivan Clementi - Aprilia        | Sébastien Le Grelle - Suzuki  | Karl Harris - Suzuki       |
| 2000 | Diego Giugovaz - Aprilia      | Riccardo Chiarello - Aprilia   | Augustín Escobar - Honda      | James Ellison - Honda      |
| 2001 | Andrea Dovizioso - Aprilia    | David García - Honda           | Alessio Corradi - Yamaha      | James Ellison - Suzuki     |
| 2002 | Marco Simoncelli - Aprilia    | Álvaro Molina - Yamaha         | Kai Børre Andersen - Yamaha   | Vittorio Iannuzzo - Suzuki |
| 2003 | Mattia Angeloni - Honda       | Tarō Sekiguchi - Yamaha        | Matteo Baiocco - Yamaha       | Michel Fabrizio - Suzuki   |
| 2004 | Michele Pirro - Aprilia       | Álvaro Molina - Aprilia        | Tatu Lauslehto - Honda        | Lorenzo Alfonsi - Yamaha   |

#### 2005-2007
| Anno | 125cc                     | 250cc                   | Supersport                  | Superstock 600cc       |
| ---- | ------------------------- | ----------------------- | --------------------------- | ---------------------- |
| 2005 | Michele Conti - Honda     | Álvaro Molina - Aprilia | Gilles Boccolini - Kawasaki | Claudio Corti - Yamaha |
| 2006 | Philipp Eitzinger - Honda | Álvaro Molina - Aprilia | Diego Giugovaz - Yamaha     | Xavier Siméon - Suzuki |
| 2007 | Alen Győrfi - Honda       | Álvaro Molina - Aprilia | Guglielmo Tarizzo - Honda   | Maxime Berger - Yamaha |

#### 2008-2015
| Anno | 125cc                      | Supersport                          | Stocksport 1000cc                     | Superstock 600cc               |
| ---- | -------------------------- | ----------------------------------- | ------------------------------------- | ------------------------------ |
| 2008 | Lorenzo Savadori - Aprilia | Ángel Rodríguez - Yamaha            | Carmelo Morales - Yamaha              | Loris Baz - Yamaha             |
| 2008 | Lorenzo Savadori - Aprilia | Kev Coghlan - Honda (Junior)        | Xavier Siméon - Suzuki (Junior)       | Loris Baz - Yamaha             |
| Anno | 125cc                      | Supersport                          | Superstock 1000cc                     | Superstock 600cc               |
| 2009 | Marcel Schrötter - Honda   | Kev Coghlan - Honda                 | Carmelo Morales - Yamaha              | Gino Rea - Honda               |
| 2009 | Marcel Schrötter - Honda   | Iván Moreno - Yamaha (Junior)       | Danilo Petrucci - Yamaha (Junior)     | Gino Rea - Honda               |
| 2010 | Maverick Viñales - Aprilia | Carmelo Morales - Yamaha            | Santiago Barragán - Honda             | Jérémy Guarnoni - Yamaha       |
| 2010 | Maverick Viñales - Aprilia | Albert Santamaría - Yamaha (Junior) | Enric Ferrer - Ducati (Junior)        | Jérémy Guarnoni - Yamaha       |
| 2011 | Romano Fenati - Aprilia    | Jordi Torres - Yamaha               | Iván Silva - Kawasaki                 | Jed Metcher - Yamaha           |
| 2011 | Romano Fenati - Aprilia    | Alex Schacht - Honda (Junior)       | Loris Baz - Kawasaki (Junior)         | Jed Metcher - Yamaha           |
| Anno | Moto3/125cc                | Supersport                          | Superstock 1000cc                     | Superstock 600cc               |
| 2012 | Matteo Ferrari - Honda     | Jordi Torres - Yamaha               | Carmelo Morales - Kawasaki            | Michael van der Mark - Honda   |
| 2012 | Matteo Ferrari - Honda     | Oscar Climent - Yamaha (Junior)     | Albert Santamaría - Kawasaki (Junior) | Michael van der Mark - Honda   |
| Anno | Moto3                      | Supersport                          | Superstock 1000cc                     | Superstock 600cc               |
| 2013 | Karel Hanika - KTM         | Román Ramos - Kawasaki              | Xavi Forés - Ducati                   | Franco Morbidelli - Kawasaki   |
| 2013 | Karel Hanika - KTM         | Angel Poyatos - Yamaha (Junior)     | Guillermo Llano - Yamaha (Junior)     | Franco Morbidelli - Kawasaki   |
| 2014 | -                          | -                                   | -                                     | Marco Faccani - Kawasaki       |
| Anno | Superstock 250             | CEV Moto2                           | CEV Superbike                         | Superstock 600cc               |
| 2015 | Oliver König - Sherco      | Edgar Pons - Kalex                  | Carmelo Morales - Yamaha              | Toprak Razgatlıoğlu - Kawasaki |

#### 2016-2024
| Anno | CEV Moto2                    | CEV Superbike                  |
| ---- | ---------------------------- | ------------------------------ |
| 2016 | Steven Odendaal - Kalex      | Carmelo Morales - Yamaha       |
| Anno | CEV Moto2                    | Superstock 1000cc              |
| 2017 | Eric Granado - Kalex         | Michael Ruben Rinaldi - Ducati |
| 2018 | Jesko Raffin - Kalex         | Markus Reiterberger - BMW      |
| 2019 | Edgar Pons - Kalex           | -                              |
| 2020 | Yari Montella - Speed Up     | -                              |
| 2021 | Fermín Aldeguer - Boscoscuro | -                              |
| 2022 | Lukas Tulovic - Kalex        | -                              |
| Anno | Moto2                        | Stock                          |
| 2023 | Senna Agius - Kalex          | Dani Muñoz - Yamaha            |
| 2024 | Roberto García - Kalex       | Mario Mayor - Yamaha           |

### Velocità su circuito - Sidecar
- Dove non indicata la nazionalità del passeggero si intende uguale a quella del pilota.

| Anno | Pilota               | Passeggero       | Sidecar          |
| ---- | -------------------- | ---------------- | ---------------- |
| 1981 | John Barker          | John Brushwood   | Yamaha           |
| 1982 | Mick Barton          | Nick Cutmore     | Yamaha           |
| 1983 | Keith Cousins        | Phil Hookham     | Yamaha           |
| 1984 | Hans-Rüdi Christinat | Markus Fährni    | LCR - Yamaha     |
| 1985 | Frank Wrathall       |                  | Seymaz - Yamaha  |
| 1986 | Bernd Scherer        | Wolfgang Gess    | BSR - Yamaha     |
| 1987 | Jean-Louis Millet    | Claude Debroux   | Seymaz - Yamaha  |
| 1988 | Tony Wyssen          | Kilian Wyssen    | LCR - Yamaha     |
| 1989 | Ralph Bohnhorst      | Thomas Böttcher  | LCR - Schuberth  |
| 1990 | Darren Dixon         | Sean Dixon       | LCR - Yamaha     |
| 1991 | Jukka Lauslehto      | Sakari Palojärvi | LCR - Krauser    |
| 1992 | Gary Knight          | Malcolm Jackson  | Windle - Krauser |
| 1993 | Kieron Kavanagh      |                  | LCR - Krauser    |
| 1994 | André Vögeli         | Hansueli Wickli  | LCR - Yamaha     |
| 2004 | Steve Webster        | Paul Woodhead    | LCR - Suzuki     |
| 2005 | Milan Spendal        | Peter Hill       | LCR - Suzuki     |

### Velocità su circuito - Femminile
| Anno | Stocksport 600          | Stocksport 1000     |
| ---- | ----------------------- | ------------------- |
| 2007 | Iris ten Katen - Honda  | Nina Prinz - Ducati |
| 2008 | Iris ten Katen - Honda  | Nina Prinz - Ducati |
| 2009 | Alessia Polita - Suzuki | -                   |

### Velocità - Corse su strada

#### 1970-1976
| Anno | 250cc          |
| ---- | -------------- |
| 1970 | F.Widowski     |
| 1971 | Walter Rungg   |
| 1972 | Walter Rungg   |
| 1975 | Francis Erard  |
| 1976 | Edi Stöllinger |

#### 1977-1983
| Anno | 250cc            | 350cc        | 500cc                    |
| ---- | ---------------- | ------------ | ------------------------ |
| 1977 | Edi Stöllinger   | J.Hohl       | M.Masnada                |
| 1978 | Y.Faure          | F.Schindle   | M.Masnada                |
| 1979 | P.Schofer        | D. Bonvicini | P.Giugler                |
| 1980 | -                | D. Bomvicini | Sauro Valentini - Bimota |
| 1981 | E.Fontana        | -            | O.Schmid                 |
| 1982 | William Marsigli | -            | -                        |
| 1983 | D.Baertschi      | -            | -                        |

#### 2013-2017
| Anno | 125cc                    | 250cc                      | Superbike                  | Supersport                | Superstock 600cc          | Superstock 1000cc       |
| ---- | ------------------------ | -------------------------- | -------------------------- | ------------------------- | ------------------------- | ----------------------- |
| 2013 | Giovanni Ronzoni - Honda | Pierre Favre - Yamaha      | Uwe Rademacher - Kawasaki  | Luca Gottardi - Kawasaki  | Francesco Curinga - Honda | Christophe Balmer - BMW |
| 2014 | -                        | Pierre Yves Bian           | Stefano Bonetti            | Francesco Curinga         | -                         | -                       |
| 2015 | -                        | Jean Paul Clement - Yamaha | Jean-Luc David - Kawasaki  | Francesco Curinga - Honda | -                         | -                       |
| 2016 | -                        | Guido Testoni - Honda      | Stefano Bonetti - Kawasaki | Francesco Curinga - Honda | -                         | -                       |
| 2017 | -                        | Guido Testoni - Honda      | Stefano Bonetti - BMW      | Francesco Curinga - Honda | -                         | -                       |

#### Supermoto Open e Sidecar
| Anno | Supermoto Open                  | Sidecar                                      |
| ---- | ------------------------------- | -------------------------------------------- |
| 1977 | -                               | Thomas Müller/Kurt Waltisperg                |
| 1978 | -                               | Thomas Müller/Kurt Waltisperg                |
| 1979 | -                               | Thomas Müller/ U. Bhaler                     |
| 2013 | Jürgen Schönleitner - Husqvarna | Olivier Dichamp/Vincent Peugeot - LCR        |
| 2014 | Fabien Bochatay - KTM           | Olivier Dichamp/Vincent Peugeot - LCR Suzuki |
| 2015 | Francesco Martinelli - KTM      | -                                            |
| 2016 | Luca Trivella - Aprilia         | -                                            |
| 2017 | Andrea Majola - TM, KTM         | -                                            |